# Fodbolddommere der har dømt VM-finalen
Fodbolddommere der har dømt VM-finalen er en komplet liste over fodbolddommere, der har dømt en finale ved Verdensmesterskabet i fodbold, der er en international fodboldturnering, der har været afholdt hvert fjerde år fra 1930 til senest i 2010 kun afbrudt af Anden Verdenskrig. Turneringen afholdes af det internationale fodboldforbund FIFA, og har i sin moderne form deltagelse af fodbolddommere fra alle verdensdele.
- I de første udgaver af turneringen deltog kun dommere fra Europa og Sydamerika. Det var først i 1966, at dommere fra andre forbund deltog, da Menachem Ashkenazi fra Israel og Ali Kandil fra UAE, der begge repræsenterede Asien, deltog.

- Selvom mange dommere fra Sydamerika deltog ved de første slutrunder var det først i 1982 at en ikke-europæer dømte finale kampen, da Arnaldo Coelho fra Brasilien dømte finalen det år.

- Det land der har leveret dommer til flest VM finaler er England, der 4 gange har stillet med dommere til VM finalen: George Reader i 1950, William Ling i 1954, Jack Taylor i 1974 og Howard Webb i 2010.

- Englænderen Howard Webb har været mest flittig med kortene, da han i finalen i 2010 måtte have kortene op af lommen 14 gange (13 gange gult og 1 gang rødt).

| År   | Land          | Dommer               | Hold         | Hold            | Resultat       | Gule kort | Røde kort | Andre VM   |
| 1930 | Belgien       | John Langenus        | Uruguay      | Argentina       | 4–2            | 0         | 0         | 1934, 1938 |
| 1934 | Sverige       | Ivan Eklind          | Italien      | Tjekkoslovakiet | 2–1            | 0         | 0         | 1938, 1950 |
| 1938 | Frankrig      | Georges Capdeville   | Italien      | Ungarn          | 4–2            | 0         | 0         | Nej        |
| 1950 | England       | George Reader        | Uruguay      | Brasilien       | 2–1            | 0         | 0         | Nej        |
| 1954 | England       | William Ling         | Vesttyskland | Ungarn          | 3–2            | 0         | 0         | Nej        |
| 1958 | Frankrig      | Maurice Guigue       | Brasilien    | Sverige         | 5–2            | 0         | 0         | Nej        |
| 1962 | Sovjetunionen | Nikolay Latyshev     | Brasilien    | Tjekkoslovakiet | 3–1            | 0         | 0         | 1958       |
| 1966 | Schweiz       | Gottfried Dienst     | England      | Vesttyskland    | 4–2            | 1         | 0         | 1962       |
| 1970 | Østtyskland   | Rudi Glöckner        | Brasilien    | Italien         | 4–1            | 2         | 0         | 1974       |
| 1974 | England       | Jack Taylor          | Vesttyskland | Nederlandene    | 2–1            | 4         | 0         | 1966, 1970 |
| 1978 | Italien       | Sergio Gonella       | Argentina    | Nederlandene    | 3–1            | 4         | 0         | Nej        |
| 1982 | Brasilien     | Arnaldo Coelho       | Italien      | Vesttyskland    | 3–1            | 5         | 0         | 1978       |
| 1986 | Brasilien     | Romualdo Arppi Filho | Argentina    | Vesttyskland    | 3–2            | 6         | 0         | Nej        |
| 1990 | Mexico        | Edgardo Codesal      | Vesttyskland | Argentina       | 1–0            | 3         | 2         | Nej        |
| 1994 | Ungarn        | Sándor Puhl          | Brasilien    | Italien         | 0–0 (3–2 str.) | 4         | 0         | Nej        |
| 1998 | Marokko       | Said Belqola         | Frankrig     | Brasilien       | 3–0            | 4         | 1         | Nej        |
| 2002 | Italien       | Pierluigi Collina    | Brasilien    | Tyskland        | 2–0            | 2         | 0         | 1998       |
| 2006 | Argentina     | Horacio Elizondo     | Italien      | Frankrig        | 1–1 (5–3 str.) | 4         | 1         | Nej        |
| 2010 | England       | Howard Webb          | Spanien      | Nederlandene    | 1–0            | 13        | 1         | Nej        |
| 2014 | Italien       | Nicola Rizzoli       | Tyskland     | Argentina       | 1–0            | 4         | 0         | Nej        |
| 2018 | Argentina     | Nestor Pitana        | Frankrig     | Kroatien        | 4–2            | 3         | 0         | Nej        |